# Sopuerta
Sopuerta – gmina w Hiszpanii, w prowincji Biskaja, w Kraju Basków, o powierzchni 42,83 km². W 2011 roku gmina liczyła 2604 mieszkańców.